# Hingyon
Hingyon é um município de  quinta classe de renda municipal (d) na província Ifugao, nas Filipinas. De acordo com o censo de 1 de maio  de  2020 possui uma população de 9 930 pessoas e 2 346 domicílios.